# Marcilly-lès-Buxy
Marcilly-lès-Buxy település Franciaországban, Saône-et-Loire megyében. Lakosainak száma 683 fő (2022. január 1.). Marcilly-lès-Buxy Sassangy, Cersot, Écuisses, Sainte-Hélène, Saint-Laurent-d’Andenay, Saint-Martin-d’Auxy, Saint-Privé, Savianges és Villeneuve-en-Montagne községekkel határos.

## Népesség
A település népességének változása:
| Lakosok száma | 680  | 703  | 721  | 691  | 678  | 665  | 666  | 670  | 683  |
|               | 2013 | 2015 | 2016 | 2017 | 2018 | 2019 | 2020 | 2021 | 2022 |